# Jean Högqvist

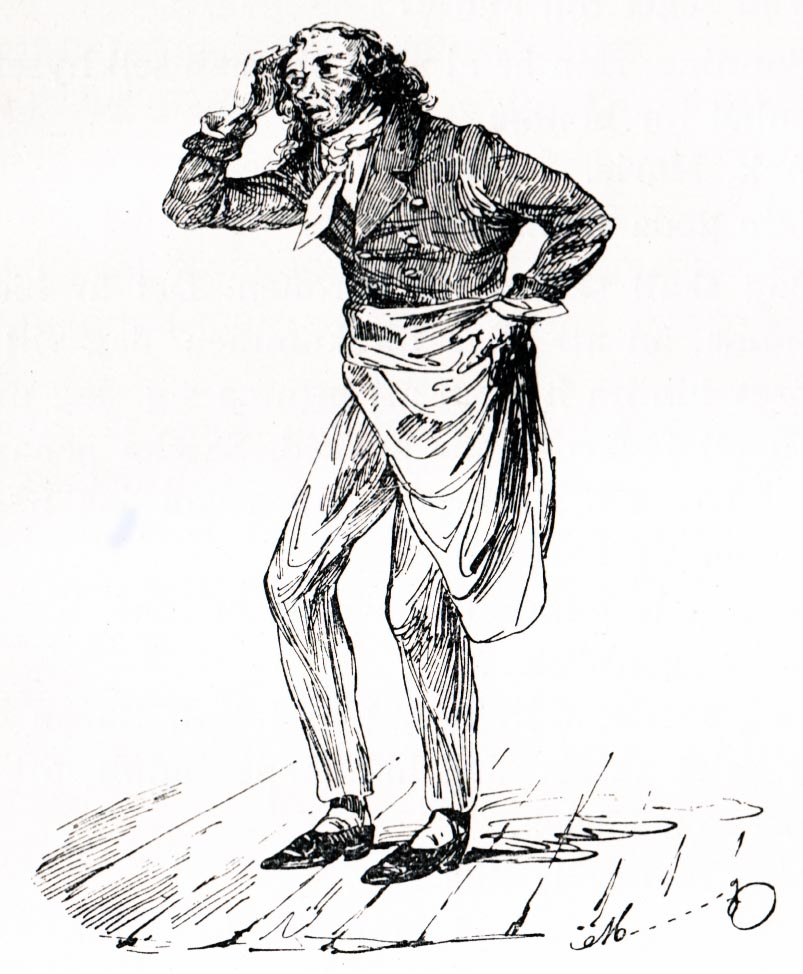
Jean Högqvist på samtida teckning.

Jean Högqvist, född Johan Isak Högqvist 19 december 1814 i Stockholm, död 1850 i Växjö, var en svensk skådespelare. 

## Biografi
Högqvist var son till hovmästaren hos greve Carl de Geer, Anders Högqvist, och Anna Beata Hedvall. Han var bror till skådespelerskan Emilie Högqvist.
Jean Högqvist började arbeta som kypare innan han fick anställning hos en teaterdirektör tillsammans med systern. Han var anställd hos Hall 1834–41, Erik Wilhelm Djurström 1841 och på Mindre teatern 1842–43, där han gjorde succé i invigningen och var den första som inropades. Det ansågs allmänt att han var en större talang än sin mer berömda syster, men med sitt självdestruktiva liv omintetgjorde han sina möjligheter till en karriär. Han var vacker att se på och kritikerna var förtjusta i hans talang i både seriösa och komiska roller. Han var trevlig när han var nykter, men var svårt alkoholiserad och drack så fort han fick pengar, varefter han började slåss och bråka, och "visade energi endast i att arbeta på sin egen undergång". 
Trots sin stora popularitet avskedades han efter ett slagsmål och efter att flera gånger vägrat spela på grund av berusning, och för att han satt i arresteringscell. 1844 uppträdde han igen som gästartist i sina glansroller. En vän klädde upp honom och skickade honom till Roos i Jönköping; så fort han fick sin lön, söp han ned sig. 1848 uppträdde han på Södra teatern, och nästa år hos Lars Erik Elfforss, som plockat upp honom där han utsvulten kom vandrande in i Landskrona 1849; han fick respengar för att resa till en plats hos Gilles trupp, men han söp upp pengarna och vandrade från stad till stad, tills han dog i Växjö.             
Emilie hjälpte honom ofta, och då hon dog "gick han som en stackare". Systern skickade honom till Amerika 1844, men han återkom 1846. När systern dog i december samma år tog han det mycket hårt och förföll till det självvalda leverne som tog hans liv 1850.

## Teater

### Roller (ej komplett)
| År   | Roll                | Produktion                                                                             | Teater      |
| ---- | ------------------- | -------------------------------------------------------------------------------------- | ----------- |
| 1842 | Magistern           | Prövningen Onkel Adam                                                                  | Nya Teatern |
| 1844 | Källarmästare Propp | Positivhataren August Blanche                                                          | Nya Teatern |
| 1844 | Baron Kattklo       | En trappa upp och på nedre botten eller Grosshandlaren och klädmäklaren August Blanche | Nya Teatern |